# Spoelvoetcollybia
De spoelvoetcollybia (Gymnopus fusipes, synoniem: Collybia fusipes) is een paddenstoel uit de familie Marasmiaceae

## Habitat
De spoelvoetcollybia komt in Nederland en Vlaanderen vrij algemeen voor. Hij vormt gewoonlijk grote toefen aan de voet van bomen, vooral eiken en beuken, maar soms ook bij andere loofbomen. Het is waarschijnlijk een necrotrofe parasiet.

## Eigenschappen
Hoed
De hoed heeft een doorsnede van 3 tot 7 cm. Bij jonge paddenstoelen is de hoed gewelfd, maar bij het ouder worden wordt deze breed klokvormig met een centrale bult. De kleur is donker roodbruin. Bij het drogen verandert de kleur tot roze-geelbruin. De zwam verschijnt in zomer tot vroege herfst.
Steel
De hoed is 8 tot 10 cm hoog en 1 tot 1,5 cm dik. Het is een taaie steel, die dezelfde kleur heeft als de hoed. Naar onderen toe verbreedt de steel zich, maar helemaal onderaan wordt deze weer smaller, donkerder gekleurd en spoelvormig met een gegroefd oppervlak.
Lamellen
De lamellen zijn breed en staan ver uit elkaar Ze sluiten uitgebocht aan op de steel. Ze zijn witachtig met een roodbruine waas en vaak met bruine vlekjes. 
Sporenprint
De sporenprint is wit.